# Ansob
Ansob (tadschikisch Анзоб), auch Anzob, ist ein Dorf und der Hauptort des gleichnamigen Subdistrikts (dschamoat) im Distrikt (nohija) Aini in der Provinz Sughd im Nordwesten Tadschikistans. Ansob ist der größte Ort im Tal des Jaghnob und liegt an der kaum mehr befahrenen Straße über den 3337 Meter hohen Ansob-Pass, an dessen Stelle heute der Ansob-Tunnel die Hauptstadt Duschanbe mit den nordwestlichen Landesteilen verbindet. Die nahegelegene Anzob MCF ist die größte Erzaufbereitungsanlage des Landes, die Quecksilber und Antimon enthaltendes Erz aus der Lagerstätte Schischikrut im Hissargebirge verarbeitet.

## Lage

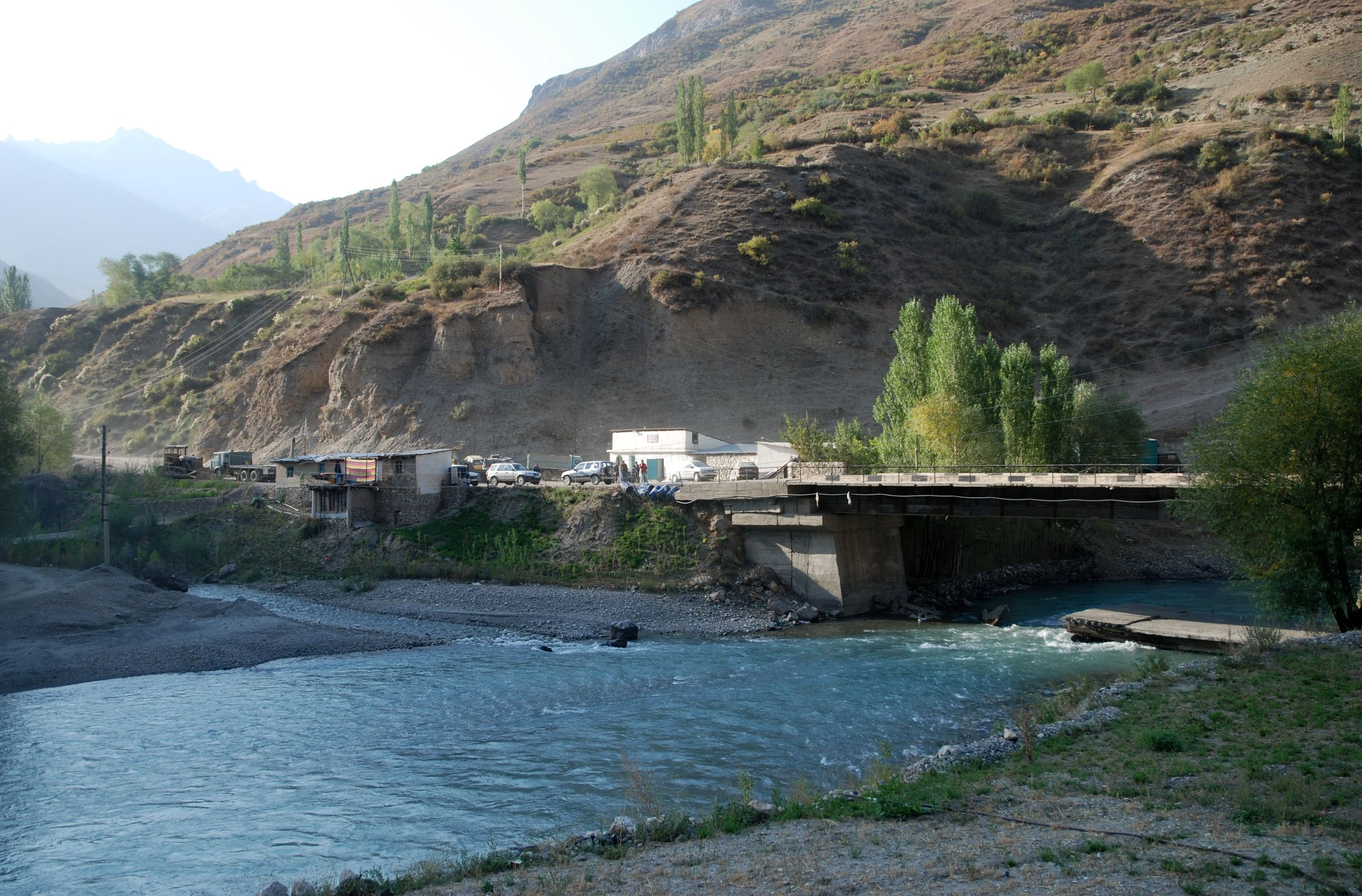
Brücke über den Jaghnob an der alten Ansob-Passstraße

Ansob liegt auf rund 2300 Meter Höhe in einer Gebirgsregion nördlich der Landeshauptstadt Duschanbe, die durch mehrere von Osten nach Westen parallel verlaufende Bergketten und tief eingeschnittene Flusstäler dazwischen gekennzeichnet ist. Die Berggipfel sind meist höher als 3500 Meter und mehrere Gipfel der Serafschankette sind über 5000 Meter hoch. Die Serafschankette wird im Norden vom Tal des Serafschan und im Süden vom Tal des Jaghnob begrenzt. Südlich des Jaghnobtals bilden mehrere Bergketten ein dünn besiedeltes Faltengebirge, das von den beiden Flusstälern des Sardai-Mijona und des Sorbo (Sarvo), die bei Romit zum Kofarnihon zusammenfließen, gegliedert wird.
Den Ursprung des Jaghnob bilden Gletscherbäche in der Nähe des 5086 Meter hohen Samarqand-Gipfels rund 80 Kilometer Luftlinie östlich von Ansob. Das tief eingeschnittene und an mehreren Stellen zu einer Felsschlucht verengte Tal ist im oberen Bereich nur auf einem Pfad erreichbar, der am Talhang entlangführt. Der von Ansob ab 1990 gebaute Fahrweg nach Osten ins obere Jaghnobtal führt durch Margib, das größte Dorf im oberen Jaghnobtal, neun Kilometer von Ansob entfernt, und endet nach weiteren 16 Kilometern bei Bedew am Eingang zu einer Schlucht.
Der Fahrweg nach Margib zweigt vier Kilometer östlich von Ansob von der alten Straße über den Ansob-Pass ab. Die Passhöhe der alten Straße ist vom Ort Ansob 20 Kilometer entfernt; von dort sind es weitere 90 Kilometer bis Duschanbe. Die nicht asphaltierte Passstraße ist schwierig zu befahren und gelegentlich durch Erdrutsche blockiert. Von Dezember bis Mai ist der Pass und damit die bislang einzige Straßenverbindung zwischen den zentralen Landesteilen und der nördlichen Provinz Sughd gesperrt.
Seit der Fertigstellung des Ansob-Tunnels wird die Passstraße nicht oder kaum mehr instand gehalten. Mit dem Bau des fünf Kilometer langen Tunnels, der die Bergkette westlich des Passes durchquert, wurde nach Planungen ab den 1970er Jahren in den letzten Jahren der sozialistischen Zeit begonnen. Nach der Unabhängigkeit des Landes 1991 kamen die Arbeiten zum Erliegen. Mit iranischer Hilfe wurden die Arbeiten am Tunnel 2003 wiederaufgenommen und 2006 abgeschlossen. Der Ansob-Tunnel ist nach erfolgter Sanierung der Fahrbahndecke und Installation von Beleuchtung normal befahrbar. Eine Tunnelentlüftung ist nicht vorhanden (Stand 2017).
Die über den Berg führende Fernstraße M34 führt nördlich des Tunnels in Serpentinen ins Jaghnobtal hinunter und erreicht beim Dorf Takfon den Fluss und die vom 14 Kilometer entfernten Ansob kommende alte Passstraße. Beim Ort Serafschan-1 (Sarwoda), etwa sieben Kilometer flussabwärts von Takfon, mündet der Jaghnob in den Fandarja. Die Straße folgt diesem Fluss nach Aini und führt weiter durch den 2012 eröffneten Schahriston-Tunnel über die Turkestankette ins Ferghanatal bis nach Chudschand. Vor 2012 war das Jaghnobtal in den Wintermonaten auch aus dem Norden nicht erreichbar und somit von der Außenwelt gänzlich abgeschnitten.

## Ortsbild

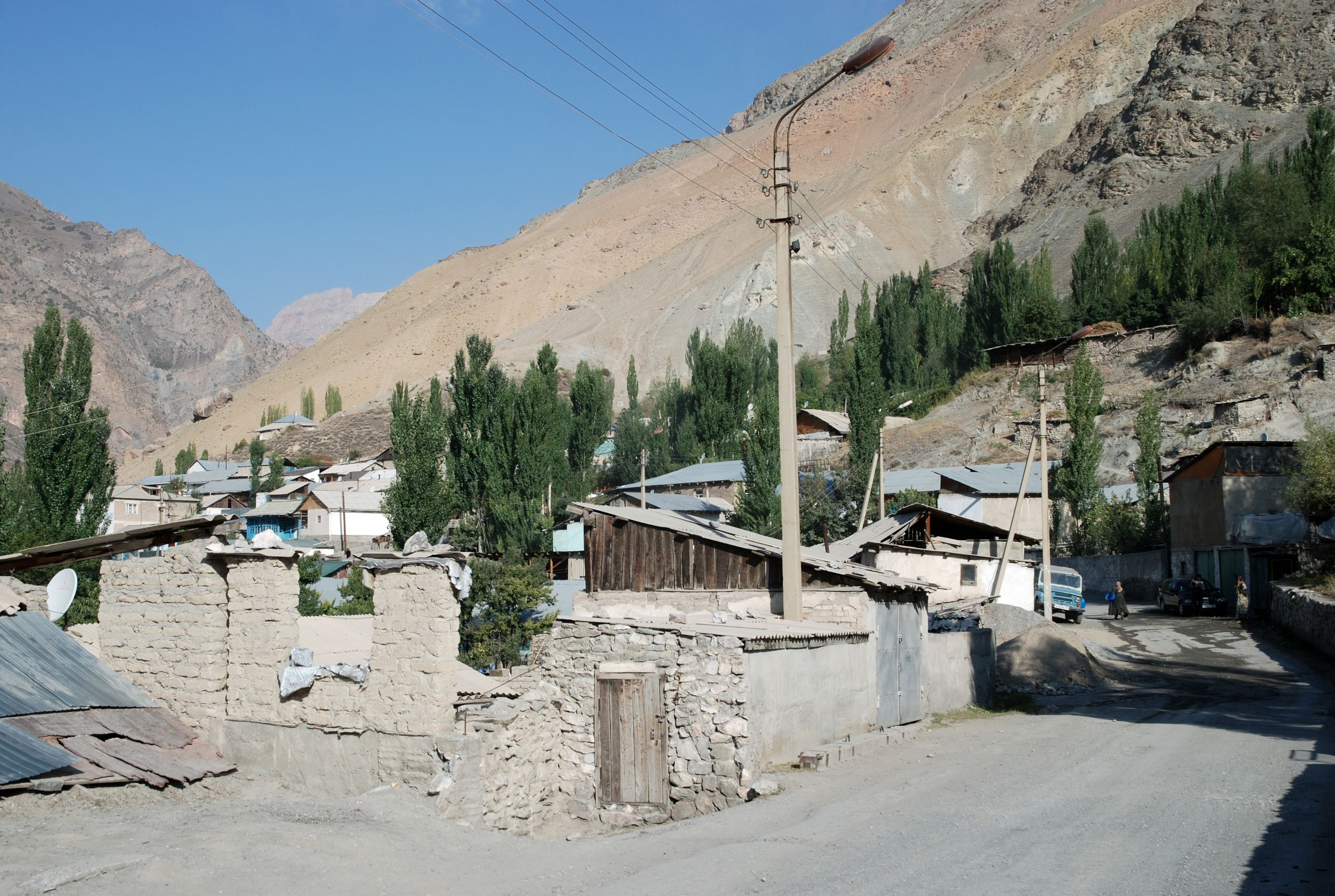
Ortsmitte

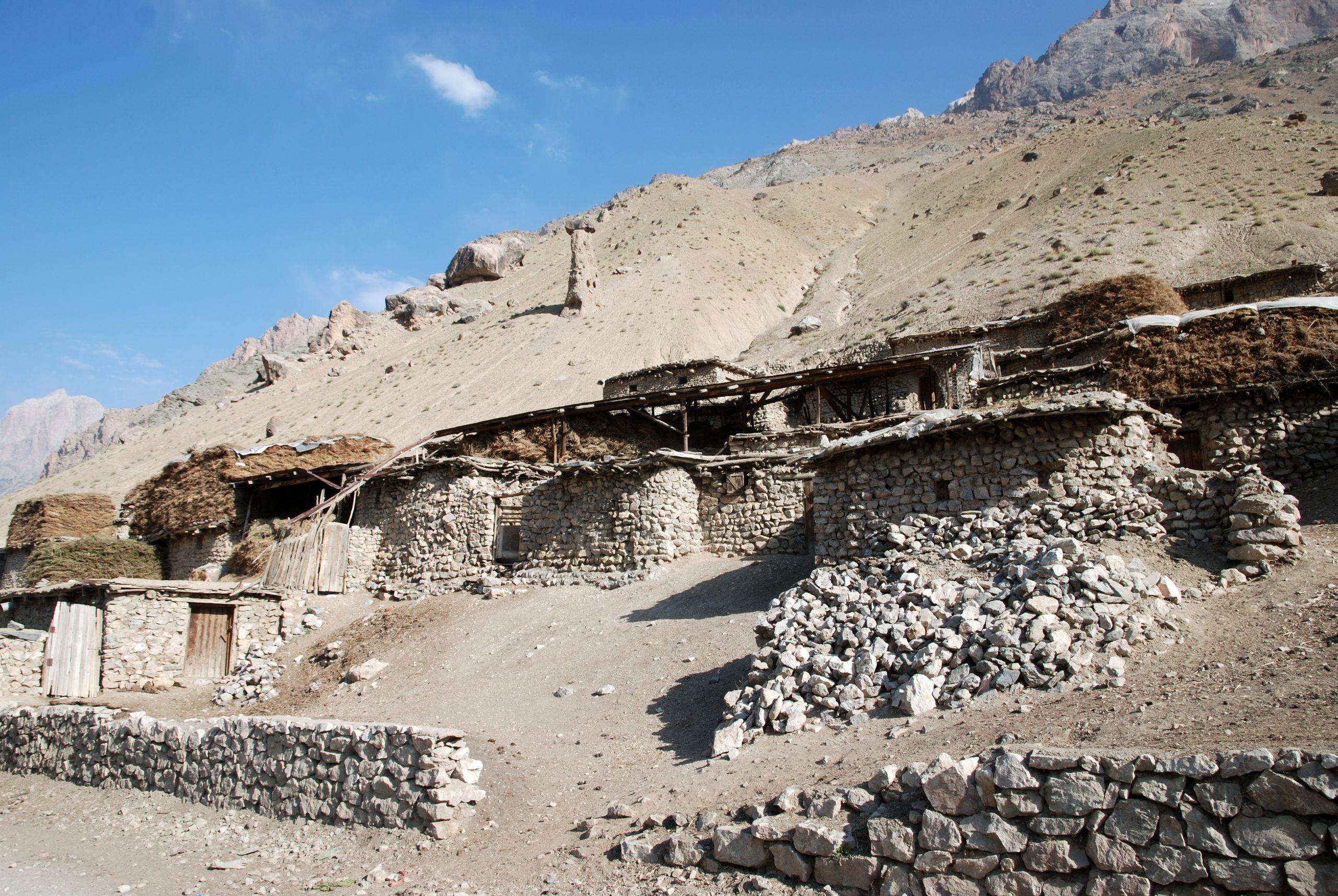
Viehställe am westlichen Ortsausgang. Oben am Hang eine Gesteinssäule (Hoodoo), die „Ansob-Minarett“ genannt wird.

Ansob ist ein Straßendorf, das sich am rechten (nördlichen) Ufer des Jaghnob erstreckt und dessen Zentrum sich knapp zwei Kilometer westlich der Straßenbrücke und der dortigen Abzweigung ins obere Jaghnobtal befindet. Die Ökonomie des Ortes basiert auf Viehzucht (Schafe und Rinder) und wenigen terrassierten oder steil an den Hängen angelegten Feldern, auf denen zur Selbstversorgung vor allem Getreide, Gemüse (Kartoffeln, Karotten) und Aprikosen gedeihen. Die Wände der sich malerisch von der schmalen Talsohle bis zu den fast kahlen Hängen erstreckenden Gehöfte bestehen meist aus unverputzten Feldsteinen. Die Dächer der flach gedeckten Häuser und Stallungen dienen als Lager für Heu, das im Winter an die Tiere verfüttert wird, und für Dung, der als Brennmaterial getrocknet wird. Die um die Häuser und entlang der Straße angepflanzten Pappeln liefern Bauholz. Der einzige kleine Lebensmittelladen befindet sich in der Häusergruppe an der Brücke. Die geologische Besonderheit von Ansob ist eine aus Steinen und verbackener Kalkerde bestehende Säulen- oder Pilzformation (Hoodoo), die am westlichen Ortsende oberhalb am Steilhang zu sehen ist.
Gegen Ende des 19. Jahrhunderts lebten 357 oder 387 Einwohner in Ansob. Im August 1898 starb im Dorf Marzich, 20 Kilometer westlich von Ansob ein Junge an der Pest. Die Seuche breitete sich schnell in der Umgebung aus und bis zum 3. Oktober jenes Jahres waren 237 Menschen, rund drei Viertel aller Einwohner von Ansob, an der Pest gestorben. Anschließend wurden alle Dörfer am Jaghnob und in einem breiten Gürtel bis kurz vor Duschanbe evakuiert, um die weitere Ausbreitung zu verhindern. Die Pesttoten wurden in zwei Friedhöfen in der Nähe der Gesteinssäule bestattet.
Anfang der 1970er Jahre wurden alle Einwohner des Jaghnobtals, Tadschiken und Jaghnoben, in den Norden nach Safarobod (nördlich von Istarawschan) zwangsumgesiedelt, um in der Tiefebene des Ferghanatals auf den Baumwollfeldern zu arbeiten. Heute gibt es dort rund 6500 Jaghnoben. Seit den 1990er Jahren sind einige der Umgesiedelten wieder in das Tal zurückgekehrt. Jaghnoben, die eine eigene Sprache (Jaghnobi) sprechen, leben unter anderem in vier Siedlungen im Tal östlich von Ansob.

## Bergbau
Von über 500 Erzlagerstätten, die in Tadschikistan lokalisiert wurden, wurden oder werden rund 100 abgebaut. Die größte Lagerstätte ist Schischikrut (Жижикрут) mit Reserven von über 6,2 Millionen Tonnen Quecksilber und 183.300 Tonnen Antimon. Das Antimonerz enthält über 15 Prozent Metall. Schischikrut gehört zum Hissor-Serafschan-Antimon-Quecksilber-Gürtel und wird einzig vom Unternehmen Anzob MCF (Anzob Ore Mining) ausgebeutet. Die Lagerstätte wurde 1940 entdeckt und zwischen 1945 und 1959 erforscht. Der kommerzielle Abbau begann 1954. Die Ansob-Minengesellschaft wurde 1970 gegründet. In der sowjetischen Zeit wurde das gesamte Erz nach Kirgisistan transportiert und dort verarbeitet. 2005 vereinbarten die Betreiber ein Joint Venture mit der amerikanischen Minengesellschaft Comsap, die zehn Millionen US-Dollar zum Aufbau einer Verarbeitungsanlage investierte. Diese befindet sich bei Takfon an der M34, rund 13 Kilometer westlich von Ansob. Das dort produzierte Antimon-Konzentrat wird überwiegend nach China zur Weiterverarbeitung exportiert. Anzob MCF förderte im Jahr 2011 mit 9825 Tonnen Metallinhalt 5,7 Prozent der weltweiten Antimonproduktion. Anzob MCF ist neben der Aluminiumschmelze TALCO in Tursunsoda eine der wenigen metallerzverarbeitenden Betriebe in Tadschikistan.